# Scheepsramp

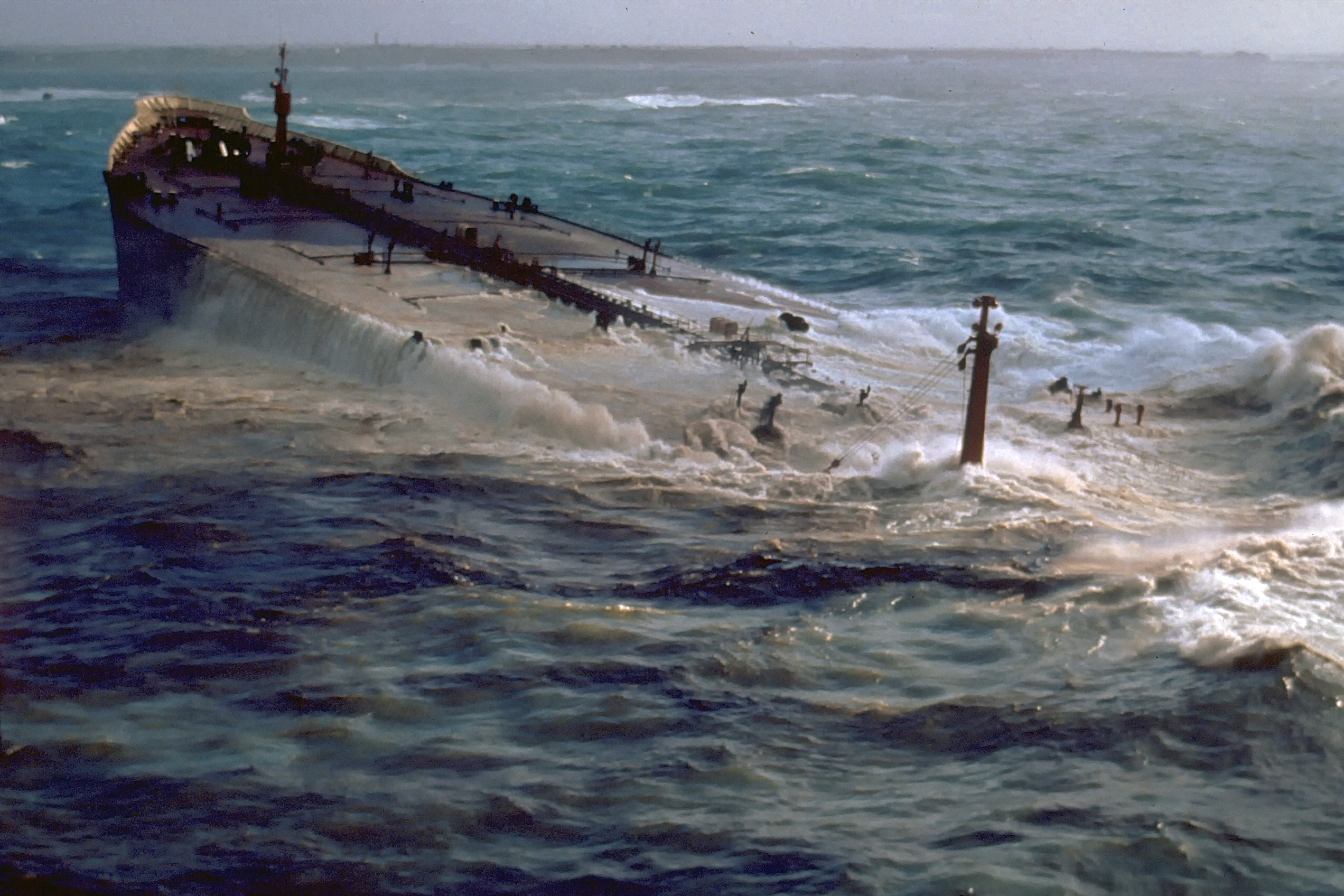
De ramp met de Amoco Cadiz op 16 maart 1978

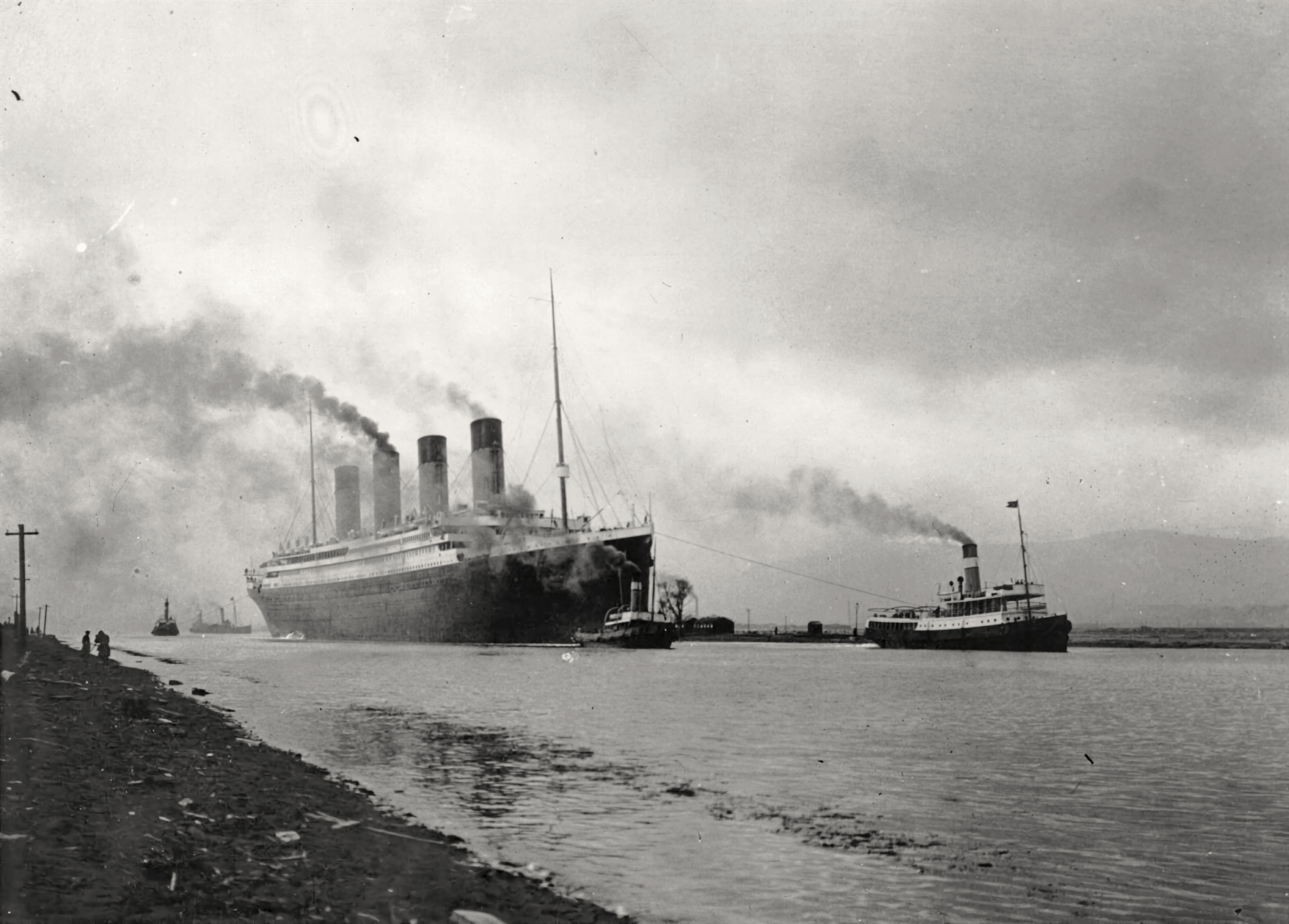
De Titanic tijdens een proefvaart

Een scheepsramp is een groot ongeluk, waarbij ten minste één schip betrokken is. In de periode 1989-2007 gingen jaarlijks gemiddeld 209 schepen groter dan 100 gt verloren waarbij elk jaar gemiddeld 644 mensen om het leven kwamen.
Volgens de Raad voor de Scheepvaart is een scheepsramp:
"Een voorval, overkomen aan een schip, ten gevolge waarvan schade van betekenis aan dat schip of zaken aan boord daarvan, of letsel aan een of meer van de opvarenden, of schade aan een ander schip of de zaken aan boord daarvan, dan wel letsel aan een of meer van de opvarenden daarvan is veroorzaakt."
Bovenstaande definitie houdt in dat bij een ongeluk aan boord van een schip waarbij slechts een persoon ernstig letsel oploopt, ook sprake is van een scheepsramp. De ondergang van een schip als zodanig heet schipbreuk.
De meest besproken en beroemde scheepsramp is zonder twijfel de ondergang van de Titanic. Naar aantal slachtoffers had van de tien ergste scheepsrampen slechts één niet plaats tijdens of als gevolg van een oorlog. Veel rampen binnen de civiele scheepvaart zijn milieurampen, veroorzaakt door tankers die hun lading verliezen na beschadiging door aanvaringen of het scheuren van de romp ten gevolge van slecht weer.
In de civiele scheepvaart zijn de meeste rampen het gevolg van menselijk falen. Daartoe behoren onder meer:
- stuur- en navigatiefouten
- gebrekkige communicatie onder de bemanning en tussen schepen (vaak veroorzaakt door taalverschillen van internationaal samengestelde bemanningen)
- alcoholgebruik
- (over)vermoeidheid
- blind vertrouwen op de automatische piloot

In mindere – maar niet te overziene – mate spelen weersomstandigheden een rol. Meestal worden rampen veroorzaakt door een combinatie van factoren. Een slecht gebouwd schip, bemand door onbekwaam personeel in slecht weer, is een levensgevaarlijke cocktail.
Rampen, vooral met tankers, worden vaak verergerd doordat de lading in zee terechtkomt. Daarom wordt nu gepleit om dit soort schepen dubbelwandig uit te voeren.

## De grootste scheepsrampen naar aantallen slachtoffers
Hoewel de ramp met de Titanic een van de grootste scheepsrampen ooit was, valt het dodental van 1522 in het niet bij de slachtoffers die vielen aan het einde van de Tweede Wereldoorlog. Doelgerichte bombardementen met jachtvliegtuigen en torpedo's uit onderzeeërs maakten in korte tijd tienduizenden slachtoffers, niet alleen onder troepen, maar ook onder de grote scharen vluchtelingen.
Grote rampen met Nederlandse schepen waren die met de Van Imhoff (400 slachtoffers) en met de Rooseboom (500 slachtoffers). De Van Imhoff werd tot zinken gebracht door een torpedo afgeworpen door een Japans vliegtuig op zondag 18 januari 1942, de Rooseboom werd zes weken later getorpedeerd door de Japanse duikboot I-59.
Het officiële dodental verschilt vaak van de conclusies die door anderen, zoals de media, worden getrokken. Hierdoor kunnen soms grote verschillen ontstaan.
| datum             | schip                    | vlag            | locatie                                                                   | slachtoffers           | opmerkingen |
| ----------------- | ------------------------ | --------------- | ------------------------------------------------------------------------- | ---------------------- | --- |
| 30 januari 1945   | Wilhelm Gustloff         | Duits           | 43 kilometer ten noorden van Łeba (tegenwoordig Polen)                    | ca. 9400               | Het Duitse stoomschip met vooral geëvacueerde vluchtelingen uit Oost-Pruisen en gewonde Duitse soldaten wordt getorpedeerd door de Russische S-13. |
| 16 april 1945     | Goya                     | Duits           | Kap Rozewie (Rixhöft, tegenwoordig Polen)                                 | > 7000                 | Het Duitse stoomschip met vluchtende troepen en havenarbeiders uit Danzig wordt getorpedeerd door de Russische onderzeeër L-3 in de Oostzee. |
| 18 september 1944 | Junyo Maru               | Japans          | voor de kust van Sumatra                                                  | 5620                   | Het Japanse stoomschip wordt getorpedeerd door de Britse onderzeeër Tradewind. Aan boord zijn 2300 Nederlandse, Britse, Amerikaanse en Australische krijgsgevangenen en 4200 Javaanse slaven.                                                                    |
| 29 juni 1944      | Toyama Maru              | Japans          | richting Okinawa (Japan)                                                  | ca. 5400               | Van de meer dan 6000 manschappen van de Japanse 44ste gemengde brigade overleefden slechts ca. 600 man de aanval met torpedo's door de Amerikaanse onderzeeër USS Sturgeon.                                                                                      |
| 3 mei 1945        | Cap Arcona               | Duits           | Neustadt in Holstein (Duitsland)                                          | > 5000                 | Duits stoomschip met aan boord ten minste 2300 overlevenden van concentratiekampen wordt door Hawker Typhoon-jachtbommenwerpers van de Britse Royal Air Force tot zinken gebracht.                                                                               |
| 7 november 1941   | Armenia                  | Sovjet-Russisch | Zwarte Zee                                                                | > 5000                 | Door Duitse vliegtuigen wordt dit passagiersschip met 5000 tot 7000 mensen aan boord aangevallen. Het schip zinkt binnen vier minuten. Er zijn slechts 8 overlevenden.                                                                                           |
| 25 februari 1944  | Ryusei Maru              | Japans          | Ambon (Nederlands-Indië)                                                  | 4998                   | Beschoten door een Amerikaans schip. Aan boord waren in totaal 6600 mensen. |
| 20 december 1987  | Doña Paz                 | Filipijns       | Zuid-Chinese Zee                                                          | 4341                   | Na een aanvaring met een olietanker zinkt deze volgeladen veerboot. Een van de grootste rampen in vredestijd. |
| 12 februari 1944  | Oria                     | Duits           | Egeïsche Zee                                                              | 4074                   | Het stoomschip Oria loopt op een rots nabij de Griekse kust. De Italiaanse krijgsgevangen aan boord verdrinken allen. |
| 3 december 1948   | Kiangya                  | Chinees         | Gele Zee, voor de kust van China                                          | 3920                   | Het schip, met aan boord onder meer soldaten uit de regio Mantsjoerije en vluchtelingen uit de Chinese Burgeroorlog, loopt op een mijn en zinkt. Alle opvarenden komen om het leven.                                                                             |
| 3 september 1941  | Iosif Stalin             | Sovjet-Russisch | Oostzee                                                                   | 3849                   | Schip loopt op een mijn en wordt daarna beschoten door Finse kustartillerie. |
| 27 september 1944 | Ural Maru                | Japans          | Zuid-Chinese Zee                                                          | 3700                   | Beschoten door de onderzeeboot USS-249. |
| 10 februari 1945  | General von Steuben      | Duits           | voor de kust van Pommeren (tegenwoordig Polen), ter hoogte van Stolpmünde | ca. 3100               | Dezelfde onderzeeër die elf dagen eerder de Wilhelm Gustloff tot zinken bracht, torpedeert het Duitse stoomschip met gewonde en vluchtende Duitse soldaten. |
| 17 juni 1940      | Lancastria               | Brits           | Franse Atlantische kust ter hoogte van St. Nazaire                        | Onbekend ca. 3000-7000 | Brits schip met aan boord een onbekend aantal manschappen en Franse vluchtelingen, wordt door de Luftwaffe gebombardeerd en zinkt. Het dodental is een schatting. Pas in 2040 zal het officiële rapport worden vrijgegeven.                                      |
| 15 april 1912     | Titanic                  | Brits           | Noord Atlantische Oceaan                                                  | 1522                   | Het als onzinkbaar bekendstaande luxe passagiersschip komt in aanvaring met een ijsberg en zinkt binnen drie uur. |
| 26 september 2002 | Joola                    | Senegalees      | Atlantische Oceaan                                                        | 1517                   | Deze veerboot kapseisde voor de kust van Gambia, terwijl hij onderweg was van Ziguinchor naar Dakar. |
| 7 maart 1939      | SS Castillo de Olite     | Spaans          | Middellandse Zee                                                          | 1476                   | Troepentransportschip ten behoeve van de Spaanse burgeroorlog wordt beschoten door kustartillerie. |
| 22 september 1914 | Cressy, Hogue en Aboukir | Brits           | Noordzee                                                                  | 1459                   | Drie Britse kruisers zinken na een torpedoaanval door een Duitse SM U-9-onderzeeboot. De vloot krijgt de bijnaam ‘live bait squadron’. |
| 31 mei 1916       | Queen Mary               | Brits           | Noordzee                                                                  | 1245                   | Vergaat tijdens de Zeeslag bij Jutland. |
| 7 mei 1915        | Lusitania                | Brits           | Ierse Zee                                                                 | 1198                   | Op 7 mei 1915 werd het schip tijdens een reis van New York naar Liverpool door de Duitsers tot zinken gebracht. Door deze aanval werden de Verenigde Staten de Eerste Wereldoorlog in getrokken.                                                                 |
| 26 september 1954 | Toya Maru                | Japans          | Grote Oceaan                                                              | 1153                   | De Japanse veerboot Toya Maru wordt tijdens de overtocht van Hokkaido naar Hontsju door een wervelstorm overvallen en vergaat. |
| 31 mei 1916       | Invincible               | Brits           | Noordzee                                                                  | 1026                   | Vergaat tijdens de Zeeslag bij Jutland. |
| 31 mei 1916       | Indefatigable            | Brits           | Noordzee                                                                  | 1015                   | Vergaat tijdens de Zeeslag bij Jutland. |
| 3 februari 2006   | Salaam Boccaccio '98     | Egyptisch       | Rode Zee                                                                  | 1014                   | De Salaam Boccaccio '98 was een Egyptische veerboot die op 3 februari 2006 zonk tijdens een vaart van Duba in Saoedi-Arabië naar Safaga in Egypte. Het schip had 1401 opvarenden, waarvan 1305 passagiers en 96 bemanningsleden. 387 mensen konden worden gered. |

## De grootste rampen met veerboten
Veerboten in Europa zijn relatief veilig. Toch verongelukte op 28 september 1994 de Estonia, een Oostzeeveerboot, op weg van Tallinn naar Stockholm. De ondergang van de Estonia is vanwege de 852 slachtoffers de grootste scheepsramp in de Europese naoorlogse geschiedenis. Een andere ernstige ramp met een Europese veerboot vond plaats op 6 maart 1987 toen de Herald of Free Enterprise schipbreuk leed tijdens de overtocht van Zeebrugge naar Dover. Een samenloop van omstandigheden (alcoholgebruik door de bemanning, slechte communicatie, te snel varen door tijdsdruk en gebrekkige of ontbrekende waarschuwingssystemen) leidde ertoe dat het schip water kon maken, nadat de boegdeur niet correct was gesloten. Het ongeluk kostte 193 mensen het leven. Het roll-on-roll-offscheepstype lag daarvoor al onder vuur, vanwege de grote autodekken die over de volle lengte en breedte doorliepen om snel te kunnen laden. Zodra een dergelijk schip water maakt, zorgt het vrije vloeistofoppervlak voor een snelle afname van de stabiliteit en een zeer snel kapseizen. Het zou echter tot na de ramp met de Estonia duren voordat de IMO de SOLAS aanpaste met onder andere meer eisen aan lekstabiliteit voor roroschepen.
In veel landen in de derde wereld speelt overbelading een rol. Door falend toezicht gaan veel meer mensen aan boord dan veilig is. Soms leidt dat tot de ramp zelf, vaak worden de gevolgen verergerd door een tekort aan reddingsmiddelen. De meeste menselijke slachtoffers van scheepsrampen vallen tijdens oorlogshandelingen. In dit overzicht zijn deze rampen niet opgenomen.
| datum             | schip                     | land/zee                                   | slachtoffers | opmerkingen |
| ----------------- | ------------------------- | ------------------------------------------ | ------------ | --- |
| 20 december 1987  | Doña Paz                  | Filipijnen                                 | > 3000       | De olietanker Vector ramt de Doña Paz midscheeps aan bakboordzijde. De lading van de Vector, 1400 ton brandstoffen, vat vlam en explodeert, waarna de veerboot zinkt. Het aantal slachtoffers wordt geschat op ten minste 3000, maar zou in werkelijkheid tot 4400 kunnen belopen. De passagierslijst vermeldde slechts 1586 namen. |
| 26 september 2002 | Joola                     | Gambia                                     | 1517         | Met meer dan 1800 passagiers aan boord, kapseist het op slechts 600 opvarenden gebouwde schip. Veiligheidsvoorschriften waren ernstig veronachtzaamd. |
| 17 februari 1992  | Neptune                   | Haïti                                      | > 1200       | Aan boord van het schip bevinden zich zowel lading als een onbekend aantal passagiers. Als het slagzij maakt breekt paniek uit. Nog voor de ferry zinkt overlijdt al een aantal mensen na onder de voet te zijn gelopen. |
| 2 februari 2006   | Salaam Boccaccio '98      | Rode Zee                                   | 1014         | Vermoedelijk is kort na het vertrek brand uitgebroken in de machinekamer. De bemanning besluit door te varen. Mogelijk is tijdens het blussen het autodek onder water komen te staan. Drie uur later maakt het schip slagzij en zinkt.                                                                                              |
| 28 september 1994 | Estonia                   | Oostzee                                    | 852          | Het schip maakt water in zwaar weer nadat vermoedelijk de boegklep is afgebroken en maakt slagzij. Binnen een halfuur is het gezonken. Hoewel hulp snel ter plaatse is, verdrinken veel passagiers die verrast worden door de snelle ondergang. De koude zee maakt veel slachtoffers door onderkoeling.                             |
| 25 mei 1986       | Samia                     | Bangladesh                                 | >600         | Tijdens een storm slaat de ferry om met bijna twee keer zoveel passagiers aan boord als was toegelaten. |
| 27 januari 1981   | Tampomas II               | Indonesië                                  | >600         | Na een brand aan boord zinkt de ferry die niet was voorzien van toereikende blus- en reddingsmiddelen. |
| 21 mei 1996       | Bukoba                    | Victoriameer, Tanzania                     | 894          | De ferry die zowel passagiers als lading vervoerde zonk 56 kilometer van Mwanza. |
| 30 december 2006  | Senopati Nusantara        | Javazee, Indonesië                         | 400-500      | In zwaar weer maakt de ferry slagzij en zinkt. Door de omstandigheden duurt het meer dan twee dagen tot de laatste overlevenden zijn gered. De meeste opvarenden zijn dan reeds omgekomen, tijdens de ondergang van het schip of wachtend op redding.                                                                               |
| 20 januari 1996   | Gurita                    | Indonesië                                  | 338          | In zware storm gezonken bij Banda Atjeh. |
| 10 oktober 1993   | Seohae                    | Zuid-Korea                                 | ca. 300      | In storm vergaan bij Pusan. |
| april 1980        | Rushi                     | Bangladesh                                 | 230          | In storm vergaan op de rivier de Padma. |
| 6 maart 1987      | Herald of Free Enterprise | België, buiten Zeebrugge op weg naar Dover | 193          | Brits roll-on-roll-off-autoveer van Townsend Thoresen dat door het onvergrendeld blijven van de boegdeur kapseisde. |